# Zodarion spasskyi
Zodarion spasskyi är en spindelart som beskrevs av Dmitry Evstratievich Kharitonov 1946. Zodarion spasskyi ingår i släktet Zodarion och familjen Zodariidae. Inga underarter finns listade i Catalogue of Life.